# Yamaguchi Naota
Naota Yamaguchi (sinh ngày 31 tháng 8 năm 1983) là một cầu thủ bóng đá người Nhật Bản.

## Sự nghiệp câu lạc bộ
Naota Yamaguchi đã từng chơi cho Fagiano Okayama.